# Wang Quan’an

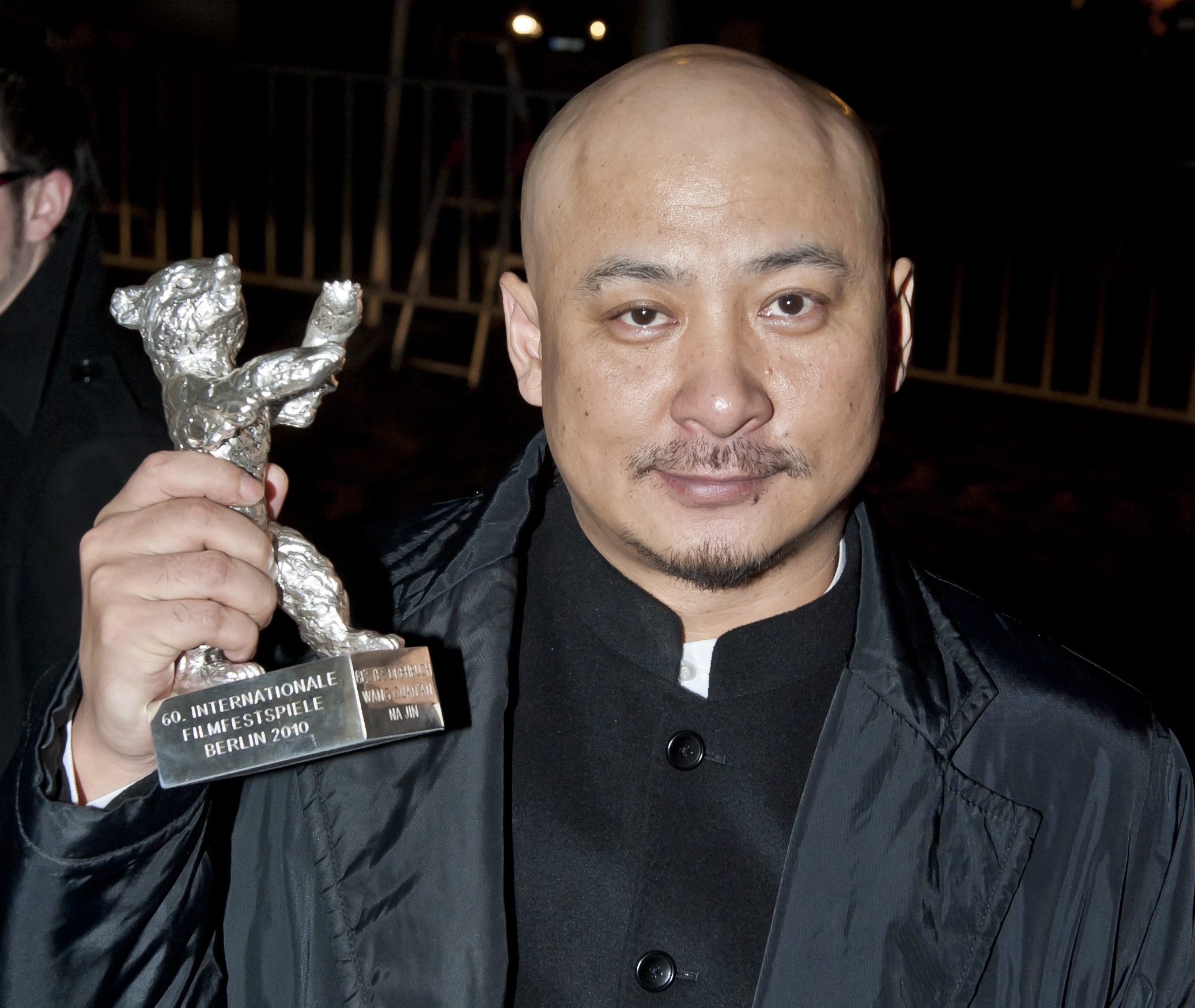
Wang Quan’an mit seinem gewonnenen Silbernen Bären für Tuan Yuan (2010)

Wang Quan’an (chinesisch 王全安, Pinyin Wáng Quán’ān; * 1965 in Yan’an, Provinz Shaanxi, China) ist ein chinesischer Drehbuchautor und Regisseur, der zur sogenannten Sechsten Generation von Chinas Filmemachern gehört.
Wang wollte ursprünglich als Kind Maler werden, arbeitete dann als Tänzer, bevor er sich 1987 fürs Schauspielstudium an der Pekinger Filmhochschule einschrieb. Nach absolviertem Studium arbeitete er ab 1991 für das chinesische Filmstudio Xi’an und verfasste nebenbei Filmszenarien. Bereits sein im Jahr 1999 entstandener Debütfilm Yue Shi wurde mehrfach ausgezeichnet und lief 2002 auf der Berlinale. Auch sein zweites Werk Jing Zhe lief 2004 auf der Berlinale. Beide Filme waren jedoch keine Wettbewerbsbeiträge. Sein Film Tuyas Hochzeit (Tuya de hunshi) lief dann 2007 im Wettbewerb und erhielt den Goldenen Bären der 57. Internationalen Filmfestspiele Berlin.
Drei Jahre später erhielt er für Tuan Yuan (englischsprachiger Festivaltitel: Apart Together) erneut eine Einladung in den Wettbewerb der 60. Filmfestspiele von Berlin 2010. Das Drama, das von einem nach Taiwan geflohenen Chinesen handelt, der nach Jahrzehnten seine Geliebte wiedertrifft, eröffnete das Filmfestival. Wang und seine Co-Autorin Jin Na (金娜) erhielten für diesen Film den Silbernen Bären für das beste Drehbuch.
Der Historienfilm Bai lu yuan brachte Wang 2012 die dritte Einladung in den Wettbewerb der Berlinale ein. Der Kameramann Lutz Reitemeier wurde mit einem Silbernen Bären für herausragende künstlerische Leistung ausgezeichnet.
2017 wurde er in die Wettbewerbsjury der 67. Internationalen Filmfestspiele Berlin berufen. Zwei Jahre später erhielt er für seinen in der Mongolei gedrehten Spielfilm Öndög (2019) eine erneute Einladung in den Wettbewerb.
Wang arbeitet seit seinem Film Jing Zhe mit Reitemeier zusammen. Die beiden lernten sich 2002 in Berlin kennen.

## Festnahme
Mitte September 2014 wurde er festgenommen, angeblich in Begleitung einer Prostituierten. Dies gilt Beobachtern als härterer Kurs der Regierung.

## Filmografie
- 1999: Yue Shi (月蚀,  Yuèshí) (Lunar Eclipse)
- 2004: Jing Zhe (惊蛰,  Jīngzhé) (The Story of Ermei)
- 2006: Tuyas Hochzeit (图雅的婚事,  Túyǎ de hūnshì)
- 2010: Tuan Yuan (团圆,  Tuányuán) (Apart together)
- 2012: Bai lu yuan (白鹿原,  Báilùyuán) (White Deer Plain)
- 2019: Öndög